# 広島県立びんご運動公園野球場
広島県立びんご運動公園野球場（ひろしまけんりつ びんごうんどうこうえん やきゅうじょう）は、広島県尾道市の広島県立びんご運動公園内にある野球場。愛称はしまなみ球場。施設は広島県が所有し、ポラーノグループびんごが指定管理者として運営管理を行っている。
命名権により2022年2月1日から「ぶんちゃん しまなみ球場」の名称を用いている。

## 歴史
広島県東部地区のスポーツ・レクリエーションの需要に対応するため、県は1999年度からびんご運動公園内で野球場の整備事業に着手した。その際「他にはない、特徴ある野球場を」というアイディアが挙がり、さらに広島県高等学校野球連盟からも「高校野球の広島県勢はここ数年、夏の選手権、春のセンバツでの戦績が芳しくなく、競技力を長期的に底上げしたい」との要望が寄せられた。こうしたことから、野球場のフィールド部分は阪神甲子園球場をモデルに設計されることになった。
県では設計にあたり、甲子園球場に職員を派遣して視察を行ったものの、フィールド内の測量に関しては球場関係者から箇所を限定され、また平面図についても警備上の理由により借り出すことができなかったため、設計に充分な実寸法を弾き出すことができなかった。やむを得ず、甲子園に関する資料や空中写真などを使ってフィールドを解析し、詳細な実寸法を弾き出していった。
余談だが、この一連の解析の結果、当時甲子園のフィールドは一塁側のファウルエリアが、三塁側よりもごく僅かに広かったことが判明している。
こうして設計・建設工事がすすめられ、野球場は2002年7月に竣工した。本塁から両翼・中堅までの距離やグラウンド面積などだけでなく、外野のフェンス高、使用する土・芝まで、可能な限り甲子園に近づけられて設計されている。ただし当時の甲子園の公称値に誤りがあったため、実際の甲子園とは細部で異なっている。愛称「しまなみ球場」は一般公募により命名された。由来は瀬戸内海の島並み、更に尾道は西瀬戸自動車道（しまなみ海道）の起点部にあたることから。開場以降、高校野球などのアマチュア野球公式戦、一般利用の他、プロ野球でも広島東洋カープの主催試合のオープン戦・公式戦が年に各1試合程度開催されており（公式戦は開場から2009年までは毎年、以降は隔年開催）、2005年から公式戦では主にセ・パ交流戦のカードで使用されている。
2013年以降は、高校野球広島大会の準決勝・決勝戦が行われている。これはマツダスタジアムの管理が広島東洋カープとなったことにより、同球団の主催ゲームの日程や、全面天然芝となったことによる芝生管理などとの兼ね合いで同球場の使用に制約が生じたことよりに取られた措置である。ただし、2016年は、決勝戦については4年ぶりにマツダスタジアムでの開催となった。

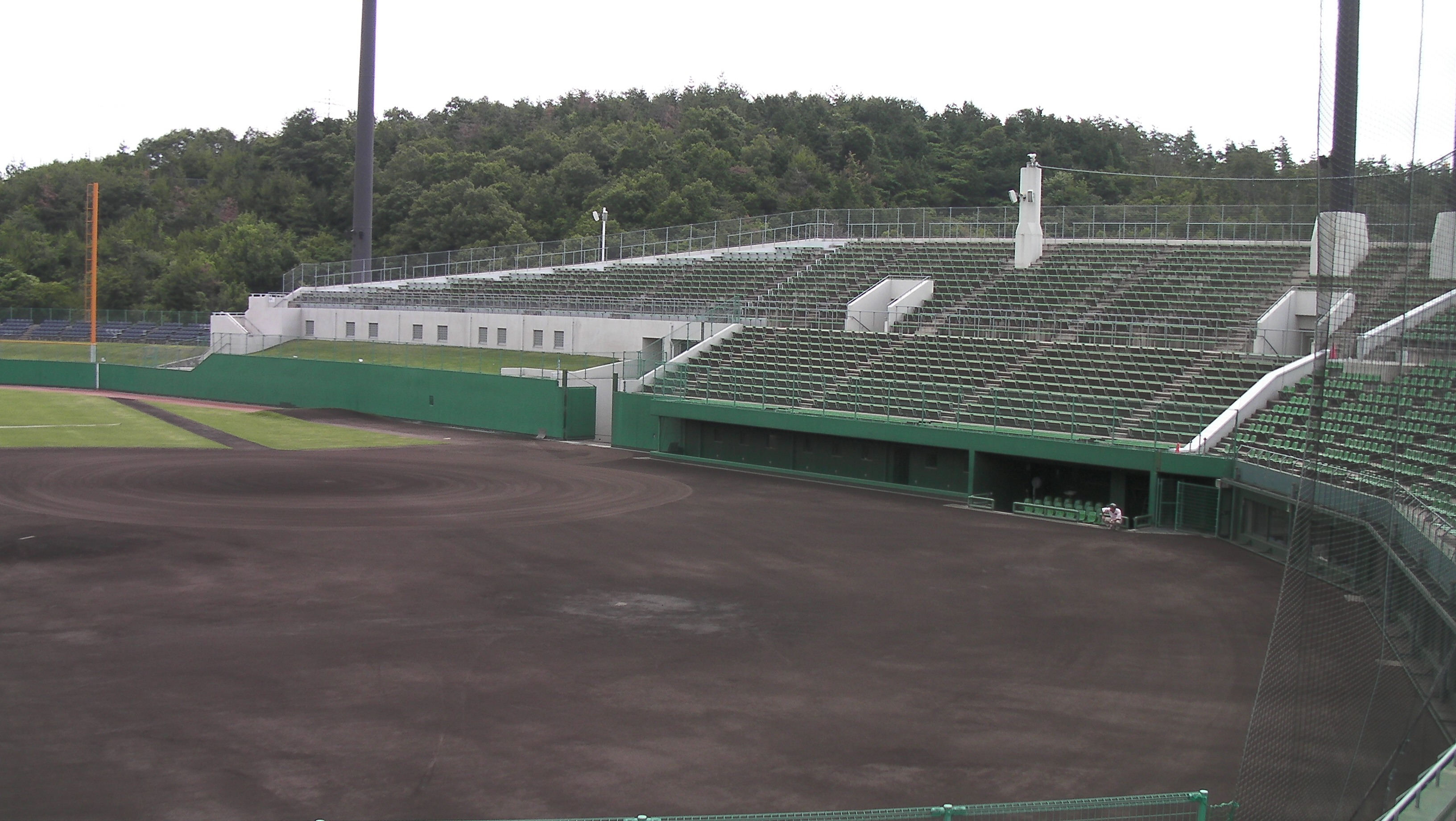
広いファウルグラウンド

前述の通り、甲子園球場と全く同じ形状で設計されている事から、クローン甲子園と言われることもある。その甲子園は2007年オフと2008年オフにフィールドの改修を行いファウルグラウンドが狭められたが、しまなみ球場では現在のところ、この改修に追随する予定はない。なお、びんご運動公園は開園以来、尾道市が県から運営・管理業務を受託する形で管理していたが、2005年からは指定管理者制度が導入された。同年度から3年間は市が、2008年度からはポラーノグループびんごが運営・管理業務を行っている。
テレビ・ラジオなど報道では、所在地と愛称を組み合わせた尾道しまなみ球場という通称を使用することがある。

## 命名権
広島県が広島県立びんご運動公園全体の命名権を公募。尾道市に本社を置くカタオカが取得し、2022年2月1日より「ぶんちゃん しまなみ球場」の名称を用いている。契約は2027年3月31日までで、契約金は年間300万円（税別）。

## プロ野球開催記録
- (D)：デーゲーム、(N)：ナイトゲーム
- スコアの後の人数は観衆（2004年以前の試合は、主催者側の判断による概数。2005年以降はチケットの発券枚数による実数。）

### オープン戦
- 2003年3月15日 広島対ダイエー戦     (D) 7-5 （勝:佐々岡 S:小山田 負:新垣） 5,000人
- 2004年3月13日 広島対ダイエー戦     (D) 6-6 （9回規定により引き分け） 10,600人
- 2005年3月13日 広島対ソフトバンク戦 (D) 0-2 （勝:和田 S:吉武 負:河内） 5,100人
- 2006年3月12日 広島対ソフトバンク戦 (D) 6-4 （勝:佐々岡 S:永川 負:神内） 4,187人
- 2007年3月11日 広島対ソフトバンク戦 (D) 3-8 （勝:和田 負:高橋） 7,034人
- 2008年3月9日 広島対ソフトバンク戦 (D) 6-1 （勝:梅津 負:大場） 5,554人
- 2009年3月15日 広島対ヤクルト戦  (D) 2-2 （9回規定により引き分け） 5,014人
- 2010年3月13日 広島対ソフトバンク戦 (D) 9-5（勝：相澤　負：杉内） 7,117人
- 2011年3月6日 広島対ロッテ戦 (D) 2-1（勝:今井 S:青木 負:伊藤） 5,813人
- 2012年3月18日 広島対中日戦 (D) 4-3　（勝:金剛 S:岩田 負:今村） 5,332人

### 公式戦
- 2002年9月23日 広島対横浜戦 (N) 1-5 （勝:グスマン 負:河内） 15,000人
- 2003年9月9日 広島対中日戦 (N) 0-3 （勝:平井 負:高橋建） 9,000人
- 2004年6月3日 広島対横浜戦 (N) 5-4 （勝:玉山 S:大竹 負:マレン） 10,727人
- 2005年6月3日 広島対オリックス戦 (N) 3-4 （勝:加藤 S:大久保 負:小山田） 6,258人
- 2006年6月2日 広島対ロッテ戦 (N) 5-3 （勝:ダグラス S:永川 負:小林宏） 10,148人
- 2007年5月31日 広島対ロッテ戦 (N) 0-2 （勝:成瀬 S:小林雅 負:高橋） 8,841人
- 2008年6月6日 広島対オリックス戦 (N) 2-12 （勝:オルティズ 負:篠田） 8,336人
- 2009年6月8日 広島対オリックス戦 (N) 6-5 （勝:シュルツ S:永川 負:菊地原） 8,028人
- 2011年7月12日 広島対横浜戦 (N)　6-5（勝:福井 S:サファテ 負:小林太） 7,988人
- 2013年6月6日 広島対ロッテ戦 (N) 4-1（勝:小野 S:ミコライオ 負:唐川） 9,525人
- 2017年5月16日 広島対横浜戦 (N) 10-1（勝:野村 負:濵口） 13,588人

## 施設概要
- グラウンド面積：13,844m2
  - 建造当時、甲子園はグラウンド面積を14,700m2としていた。2007年オフの改修の際、事前に計測して実際には13,500m2だったと発表している。
- 両翼：96m、中堅：120m
  - 甲子園は2008年オフの改装工事完成に伴う再計測で両翼：95m、中堅：118mに訂正した。
- 内野：クレー舗装、外野：天然芝
- 外野フェンス高：3.2m
  - 外野席の構造の違いから金網部分の高さが異なるため甲子園よりも高くなっている。甲子園は公称値ではないが2.6mと言われている。
- 照明設備：6基
- スコアボード：フルカラーLED式電光掲示板（2代目、2023年3月～）
  - 初代：磁気反転式（2002年7月～2022年12月）
- 収容人員：16,000人
  - ネット裏：個別座席（背もたれあり）。一・三塁側：ダッグアウト後方はベンチ席、ブルペン後方は下段が芝生席、上段がベンチ席の二層式。外野：下段～中段が芝生席、上段が個別座席（背もたれあり、4列）。

## その他
設計・建設に至る経緯もあって、甲子園出場校がプレ甲子園として練習に使うこともある。

## アクセス

### バス
- JR尾道駅・新尾道駅よりおのみちバス・中国バス「びんご運動公園北門」行で終点下車
  - 土・日・祝日に1往復のみで経由地の違う「びんご運動公園」行きもある
  - プロ野球・高校野球等開催時は臨時便を多数運行し「しまなみ球場前」バス停を経由する

### 車
- JR新尾道駅から約5分
- JR尾道駅から約15分
- 山陽自動車道尾道インターチェンジから約5分
- 西瀬戸自動車道西瀬戸尾道インターチェンジから約20分

### 徒歩
- JR新尾道駅から約30分